# 色調
色調（しきちょう）、またはカラートーン（英語 Colour Tone）とは、色の明度と彩度によって分けられる色の系統をいう。

## 色調の種類・イメージ
- ここに記述する色調の種類、イメージは、文部科学省後援色彩検定公式テキストより引用した。

### 無彩色
ホワイト(W)白。イメージは、清潔、冷たい、新鮮。
ライトグレイ(ltGy)あかるい灰色。尚、グレイが与えるイメージは、一括してスモーキー、洒落た、寂しさである。
ミディアムグレイ(mGy)灰色。
ダークグレイ(dkGy)くらい灰色。
ブラック(Bk)黒。イメージは、高級、フォーマル、シック、オシャレ、締まった、と多い。

### 低彩度
ペールトーン(p)うすい色。与えるイメージは多く、薄い、軽い、あっさりした、弱い、女性的、若々しい、優しい、淡い、可愛いといったイメージを与える。
ライトグレイッシュトーン(ltg)あかるい灰みの色。与えるイメージは、明るい灰みの、落ち着いた、渋い、大人しい。
グレイッシュトーン(g)灰みの色。与えるイメージは、灰みの、濁った、地味。
ダークグレイッシュトーン(dkg)くらい灰みの色。与えるイメージは、暗い灰みの、陰気な、重い、固い、男性的。

### 中彩度
ライトトーン(lt)あさい色。与えるイメージは、浅い、澄んだ、子供っぽい、爽やかな、楽しい。
ソフトトーン(sf)やわらかい色。与えるイメージは、柔らかい、穏やか、ぼんやり。
ダルトーン(d)にぶい色。与えるイメージは、鈍い、くすんだ、中間色的。
ダークトーン(dk)くらい色。イメージは、暗い、大人っぽい、丈夫な、円熟。

### 高彩度
ブライトトーン(b)あかるい色。イメージは、明るい、健康的な、陽気、華やか。
ストロングトーン(s)つよい色。イメージは、強い、くどい、動的、情熱的。
ディープトーン(dp)こい色。与えるイメージが多く、深い、濃い、充実した、伝統的、和風と様々。

### 純色
ビビッドトーン(v)さえた色。原色。イメージは、冴えた、鮮やかな、派手、目立つ、生き生きしたと様々。